# Сёрланнский музей искусств
Сёрланнский музей искусств (норв. Sørlandets Kunstmuseum) — художественный музей, расположенный в городе Кристиансанне, в фюльке Вест-Агдере в Сёрланне, в Норвегии. Является крупнейшим региональным собранием норвежского искусства XVIII—XX веков.

## История

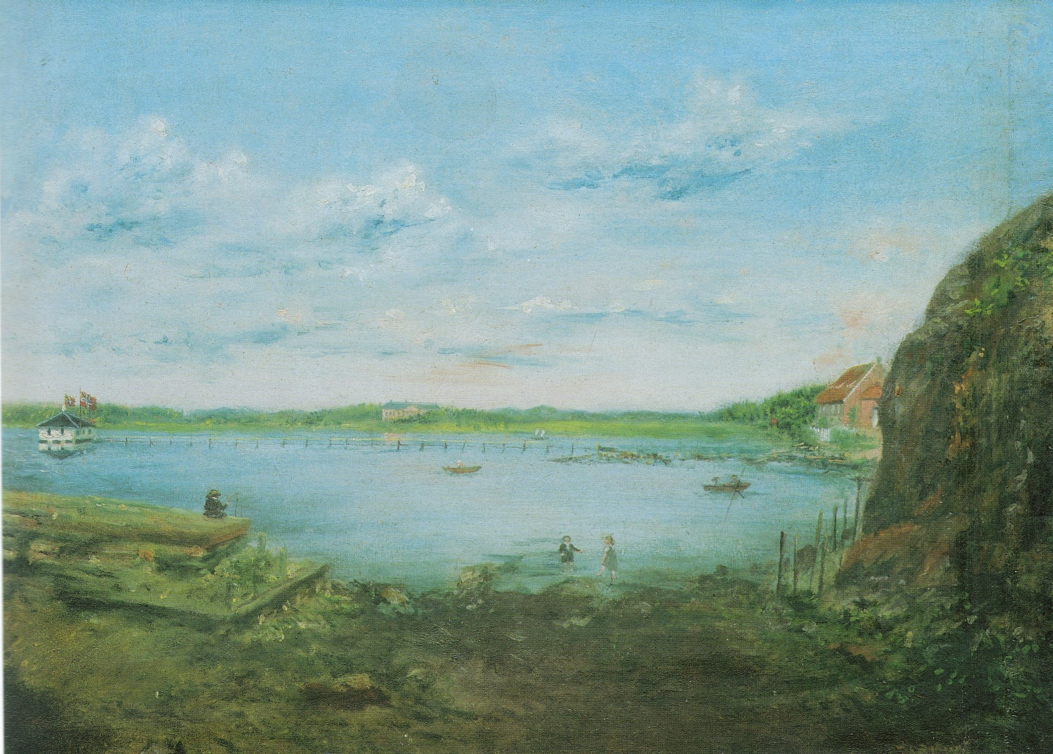
Картина худ. Маттиаса Столтенберга

Музей был основан в 1995 году в качестве фонда, поддерживаемого администрациями фюльке Эуст-Агдер и Вест-Агдер, а также коммуной Кристиансанна.
С 2000 года музей занимает здание, построенное в 1877 году для Кристиансаннской соборной школы (использовалось школой до 1970 года).
Постоянная экспозиция включает в себя работы норвежских художников XVIII—XX веков, среди которых мастера реалистической школы Кристиан Крог и Мортен Мюллер, живописец и график Юхан Даль, Амалдус Нильсен, Кьель Нупен, а также современные художники — Эльзе Якобсен, использовавшая тканевые полотна для создания художественных образов.
В 2004 году был объявлен международный конкурс на создание архитектурного проекта нового здания музея на набережной, рядом с Килденским театром и концертным залом.
С 2015 года музей сотрудничает с арт-коллекционером Николаем Тангеном, обладающим значительным собранием норвежского и скандинавского искусства, начиная с 1930-х годов. Для собрания Тангена, к 2021 году предполагается открыть отдельное экспозиционное помещение.
Музей является также крупным образовательным центром, в котором проходят художественные семинары, демонстрируются фильмы об истории мировой культуры, проводятся сменные выставки, работники Сёрланна организовывают выездные выставки в детских садах и школах. Кроме того, руководство музея, заинтересованное в культурном просвещении молодежи, в выходные или в дни школьных каникул часто проводит обучающие мероприятия, на которые можно прийти всей семьей.
Художественный музей Сёрланна открыт на протяжении всего года, работая со вторника по субботу с 11:00 до 17:00 (в летнее время открывается на час раньше). Понедельник — выходной день, а в воскресенье часы работы с 12:00 до 16:00. Стоимость билета составляет 60 крон, для пенсионеров — 40 крон. Студенты и дети до 18 лет пропускаются на территорию музея бесплатно.